# Kevin Kerr
Kevin Kerr (Münster, 12 januari 1989) is een Schots voormalig voetballer die als middenvelder speelde.
Hij werd in Duitsland geboren als zoon van een aldaar gelegerde Schotse militair en een Engelse moeder. Hij begon met voetballen in Duisburg. In het seizoen 2008/09 speelde hij in het tweede team van Arminia Bielefeld in de Regionalliga. Hierna sloot hij aan bij het eerste team maar brak niet door. In 2011 liep zijn contract af en in januari 2012 sloot hij na een stage aan bij AGOVV Apeldoorn. In de zomer van 2012 kwam hij uit voor SC Wiedenbrück 2000 in de 3. Liga. In april 2013 ging hij naar de Verenigde Staten waar Kerr bij Pittsburgh Riverhounds ging spelen in de USL. Eind 2019 beëindigde hij zijn loopbaan en ging in de jeugdopleiding van de Riverhounds aan de slag.